# Rosalie Sjöman
Rosalie Sofia Sjöman, senare Diehl, född Hammarqvist 16 oktober 1833 i Kalmar, död 25 januari 1919, var en svensk fotograf. Hon räknades till eliten bland svenska fotografer från 1860- och 1870-talen.

## Biografi
Rosalie Sjöman var dotter till kofferdikaptenen John Peter Hammarqvist och gifte sig 1855 med kofferdikaptenen Sven Sjöman. Makarna flyttade till Stockholm 1857; hon fick tre barn och blev änka 1864. Rosalie Sjöman hade troligen arbetat som assistent åt Carl Johan Malmberg, som 1859 uppfört en av Stockholms första fotografiska ateljéer. Efter makens död blev hon snabbt en av Stockholms mest eftersökta fotografer. Hon hade ett tiotal anställda och öppnade filialer i Kalmar, Halmstad och Vaxholm. Hennes framgångar ska ha ogillats av manliga fotografer, som under en utställning anklagade henne för att inte ha tagit sina bilder själv. Hon var verksam fram till 1905. 
Hon tillhörde den första gruppen yrkesfotografer av sitt kön, jämsides med bland andra Emma Schenson i Uppsala, Hilda Sjölin i Malmö 1860 och Wilhelmina Lagerholm i Örebro 1862: under 1860-talet fanns endast ungefär 15 kvinnliga yrkesfotografer i Sverige, och Rosalie Sjöman, Caroline von Knorring och Bertha Valerius var de enda av dessa som räknades till eliten inom sin yrkesgrupp. Sjöman finns representerad vid bland annat Uppsala universitetsbibliotek och Nationalmuseum i Stockholm. Hon är gravsatt på Norra begravningsplatsen utanför Stockholm.